# Plateumaris sericea
Plateumaris sericea là một loài bọ cánh cứng trong họ Chrysomelidae. Loài này được Linnaeus miêu tả khoa học năm 1761.

## Hình ảnh

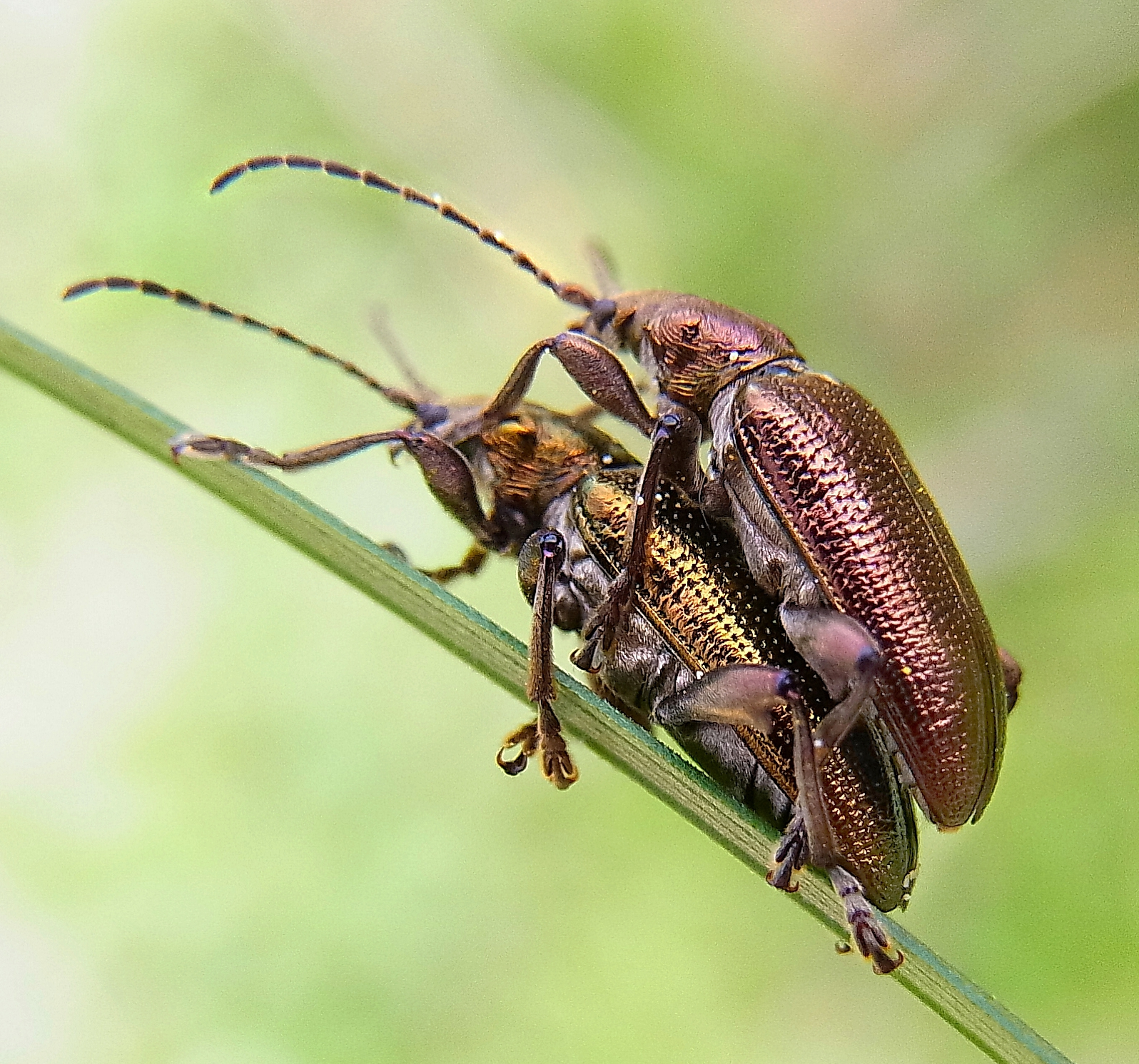
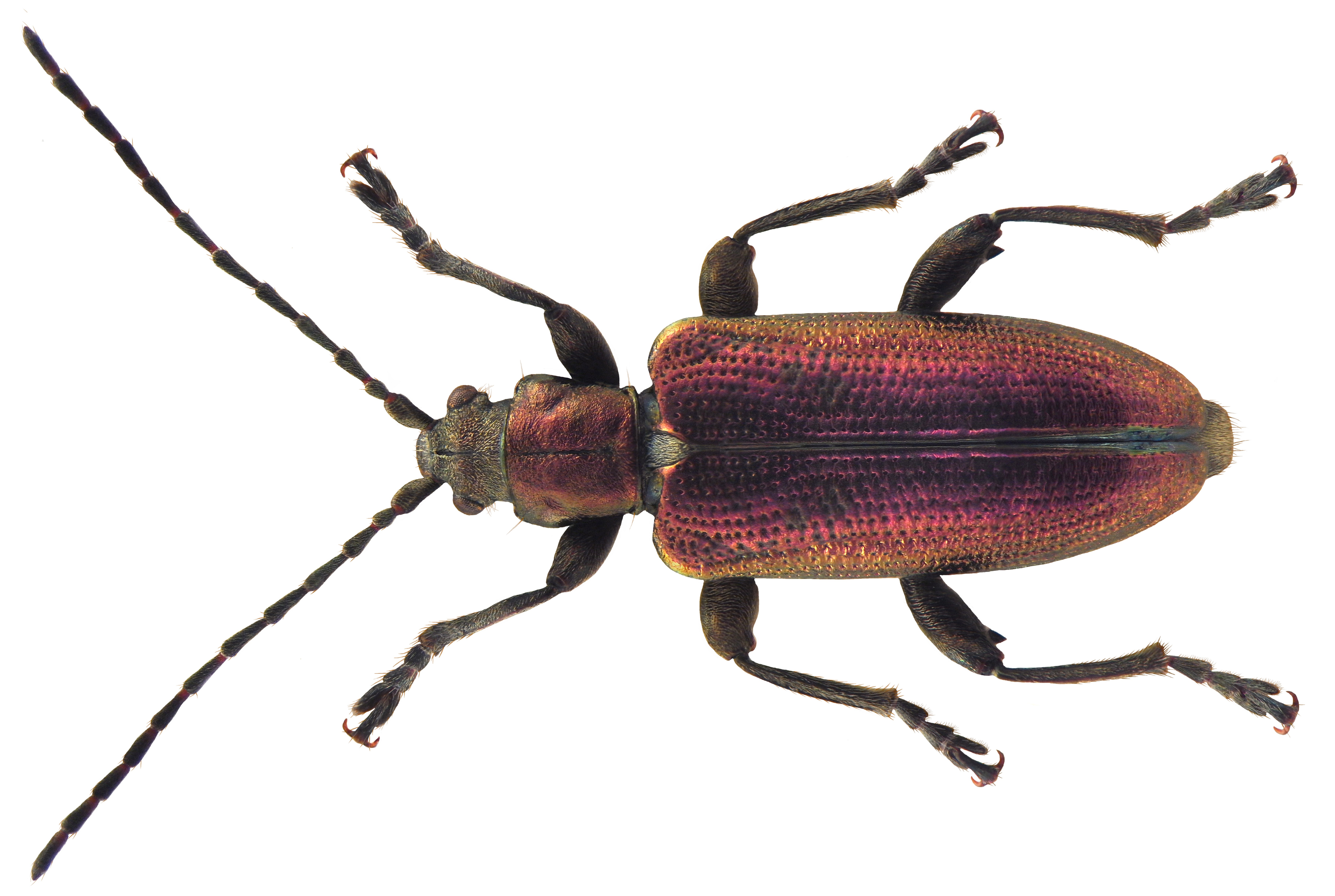
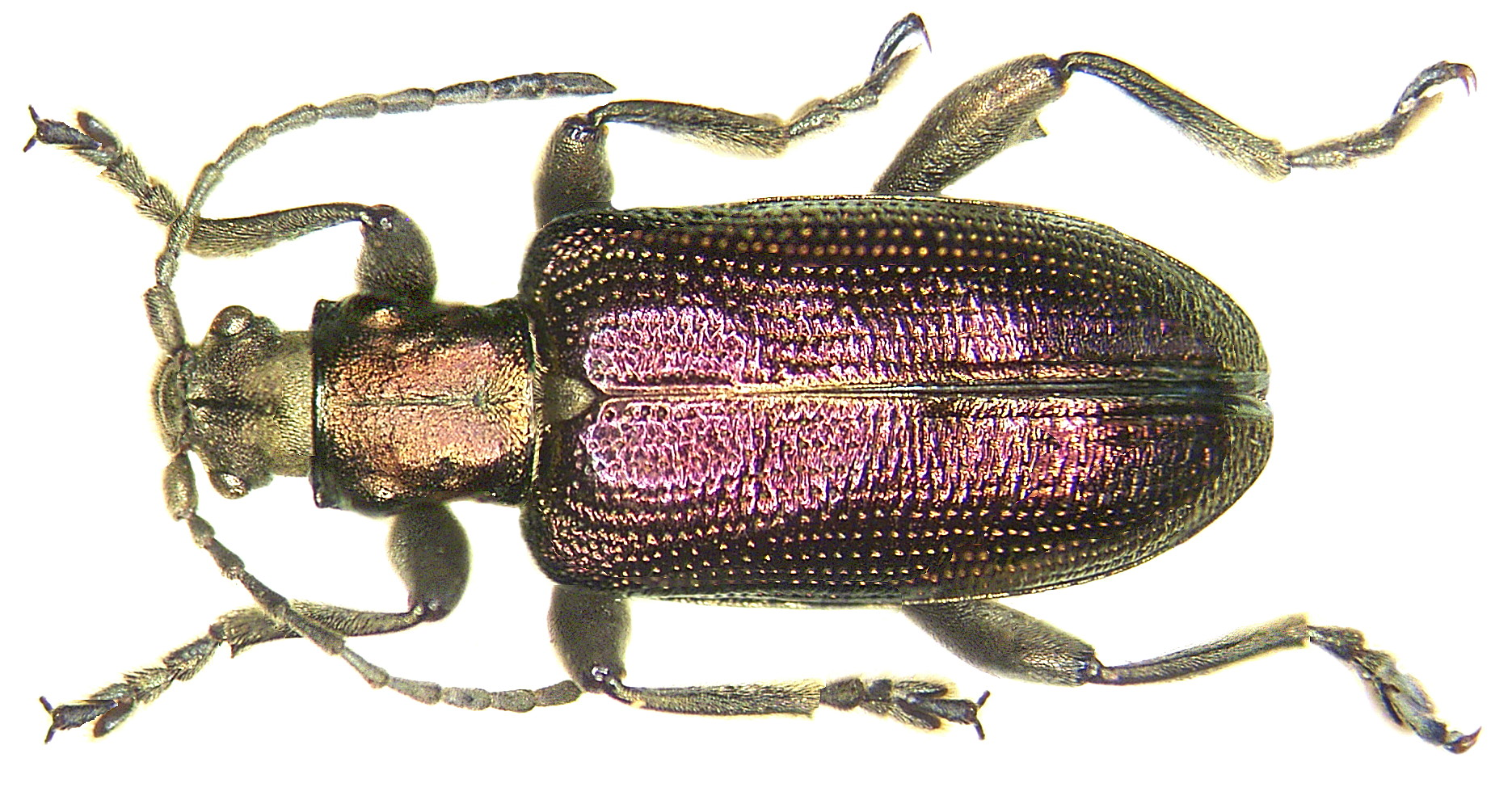